# Renato Ascencio León
Renato Ascencio León (León, 11 de mayo de 1939-León, 27 de junio de 2022) fue un eclesiástico católico mexicano. Se desempeñó como obispo-prelado de Madera, entre 1988 a 1994 y como obispo de Ciudad Juárez, de 1994 a 2014.

## Biografía
Nació el 11 de mayo de 1939, en la ciudad mexicana de León, Guanajuato. Hijo de Moisés Ascencio y Ramona de León.
Realizó estudios eclesiásticos en el Seminario Diocesano de León y en Roma, como alumno del Instituto Anselmianum (1968-1970), donde obtuvo el diploma en Sagrada Liturgia.

### Sacerdocio
Su ordenación sacerdotal fue el 12 de junio de 1965, en su natal León.
Como sacerdote desempeñó los siguientes ministerios:
- Prefecto de Disciplina y Profesor en el Seminario Diocesano de León (1965-1968).
- Capellán del asilo de ancianos «Tepeyac» (1966-1968).
- Vocal de la Comisión Diocesana de Liturgia, Música y Arte Sacro (1968).[3]
- Vicerrector del Seminario de León (1970-1974).
- Rector del Seminario de León; capellán del Templo de Belén, anexo al Seminario; examinador prosinodal; miembro del Organismo asesor de pastoral-área del seminario y vocaciones (1974-1979).[4]
- Canónigo honorario del Cabildo catedralicio (1976).
- Asistente diocesano (1977-1980) y asesor diocesano (1983-1988) del Movimiento «Cursillos de Cristiandad».
- Párroco de Ntra. Sra. de la Soledad y Capellán Castrense del Campo Militar en Irapuato (1977-1981).
- Vicerrector y ecónomo del Pontificio Colegio Mexicano, Roma (1981-1983).
- Párroco del Señor de la Salud, León; miembro del Colegio de Consultores (1984-1988).[3]
- Miembro del Consejo Presbiteral y encargado de la Comisión de nuevas parroquias.
- Presidente de la Comisión Diocesana de Liturgia Vicario Episcopal de Pastoral diocesana.

### Episcopado
Obispo-Prelado de Madera
El 19 de julio de 1988, el papa Juan Pablo II lo nombró obispo-prelado de Madera. Fue consagrado el 30 de agosto del mismo año, a manos del arzobispo Girolamo Prigione.
- Presidente de la Comisión Episcopal Pro-Colegio Mexicano (1992-1997).[5]
- Vocal de la Comisión Episcopal para el Apostolado de los Laicos, encargado de Cursillos de Cristiandad (1992-1994).

Obispo de Ciudad Juárez
El 7 de octubre de 1994, el papa Juan Pablo II lo nombró obispo de Ciudad Juárez.
Continuó con la obra de sus antecesores y culminó la construcción del seminario diocesano. También, en 2008 fundó Radio Guadalupana.
- Representante de la Región Pastoral Norte; miembro del Consejo Permanente del Episcopado Mexicano y vocal de la Comisión Episcopal Pro-Colegio Mexicano (1997-2000).
- Miembro de la Comisión Episcopal de Laicos, desde noviembre del 2000.
- Presidente de la Comisión Episcopal de Movilidad Humana  (2002-2006).

El 7 de octubre de 2006, el papa Benedicto XVI lo nombró miembro del Pontificio Consejo para la Pastoral de los Emigrantes e Itinerantes.
El 20 de diciembre de 2014, el papa Francisco aceptó su renuncia, como obispo de Ciudad Juárez, nombrado a su sucesor al mismo tiempo.

### Fallecimiento
En noviembre de 2019, fue intervenido quirúrgicamente para colocarle un marcapasos. En 2021, la diócesis en un comunicado dio a conocer que estaba pasando por paulatino decrecimiento de su estado de salud; también pidieron oraciones.
Falleció el 27 de junio de 2022, en su natal León; a los 83 años de edad. Se desconocen las causas de su deceso, pero se cree que pudo estar relacionado con la diabetes que lo aquejaba desde hace tiempo.
El funeral tuvo lugar el 29 de junio, en la Templo Expiatorio de León. Una eucaristía, con sus cenizas presentes, se efectuó el 5 de julio; en la Catedral de Ciudad Juárez.